# Głos Poranny
Głos Poranny – dziennik o orientacji socjaldemokratycznej wydawany w Łodzi w latach 1929–1939.
Założycielami i współwłaścicielami dziennika byli redaktorzy: Jan Urbach, Eugeniusz Kronman i Gustaw Wassercug – głównym redaktorem czasopisma był Jan Urbach, ojciec Jerzego Urbana.
Gazeta publikowała również dodatki specjalne, np. Łódź w ogniu rewolucji. Specjalny dodatek „Głosu Porannego” z okazji 25-lecia ruchu rewolucyjnego 1904–1908 z 1 stycznia 1930 roku, zawierający na ośmiu kolumnach wspomnienia znaczących uczestników tego okresu, m.in. Aleksego Rżewskiego.
W latach 1990–1997 jego tytuł i tradycję przejął łódzki „Głos Robotniczy”, uprzednio organ Komitetu Łódzkiego Polskiej Zjednoczonej Partii Robotniczej, ale finansowany przez łódzki oddział PSL (red. nacz. Ryszard Poradowski). W tym czasie swym zasięgiem obejmował województwa: miejskie łódzkie, piotrkowskie, płockie, sieradzkie i skierniewickie.